# Facundo Saravia
Facundo Saravia (Buenos Aires, 18 de octubre de 1960) es un músico de folclore argentino.

## Biografía
Nacido en la ciudad de Buenos Aires; hijo de Juan Carlos Saravia y de María Susana Arias Uriburu, es el mayor de los varones y tiene cuatro hermanos y una hermana mayor. Cursó la escuela primaria y secundaria en el colegio San Agustín, de Capital Federal.
En 1975 junto a un amigo, Gonzalo Barceló, y sus hermanos Santiago y Juan Carlos(h) forman el conjunto Los Zorzales, grupo que graba cuatro discos. Tenían también un estilo Chalchalero pero con repertorio propio.
A principios de 1980 se enferma el chalchalero Ernesto Cabeza y es precisamente Cabeza quien decide que Facundo lo reemplace hasta su recuperación, pero lamentablemente Ernesto muere en septiembre de 1980. De allí en más Facundo siguió alternando entre sus Zorzales, y el grupo mayor de su padre hasta que en noviembre de 1983 disuelven el grupo de sus hermanos y es oficializado como uno de Los Chalchaleros (el último de ellos) dándole un nuevo empuje con sus ganas y su juventud.
Cursó toda la carrera de Ingeniería en Producción Agropecuaria quedándole seis materias para recibirse.
Siempre tuvo la inquietud de escribir canciones, y tuvo su oportunidad en un disco de los Chalchaleros, donde grabaron los primeros temas suyos.
Ya más adelante en el año 1995 decide sacar en forma paralela a Los Chalchaleros su primer disco solista, Transparencias, con temas propios. Consiguió un disco de oro, fue nominado como revelación en ese año, siendo el primero dentro del género folclórico en cantar contra las drogas en su zamba Después del resplandor.
En 1997 saca su segundo CD solista llamado Artesanos de la Voluntad y empieza a recorrer el país actuando en diferentes lugares y otros intérpretes cantan algunas de sus canciones (Si de cantar se trata, Una canción de aquí, Con mi sombra). Por este disco obtuvo los premios Santa Clara de Asís y Madre María de la Música.
En el año 1999 graba junto a Yamila Cafrune De changuitos y chinitas con el coro de chicos de Miguel Gómez Carrillo, disco ternado a los premios Carlos Gardel a la música del año 2000. Todo esto siempre en forma paralela a su actividad principal, que eran Los Chalchaleros.
En el año 2000 se aleja como solista por falta de tiempo, ya que el grupo Los Chalchaleros decide iniciar su gira despedida.
En el 2002 saca su disco solista Facundo buscando en esta nueva etapa lograr un lugar dentro del folclore como solista y seguir con temas que lo preocupan como En Espera, canción referida a la donación de órganos o la zamba Viejo amigo, dedicada a las personas mayores que no tienen las atenciones que se merecen.

## Filmografía
- Mire que es lindo mi país (1981)
- Elegidos Jurado (1 programa) - (2015)

## Discografía
- Transparencias (1995)
- Artesanos de la voluntad (1997)
- De changuitos y chinitas (1999)
- Facundo (2002)
- Por esas cosas de vida (2004)
- Estaba cantado (2006)
- Buenas costumbres (2008)
- Rasgos Naturales (2011)
- Tierra Salta (2013)
- A fin de cuentas (2018) grabado en vivo, disco despedida.